# Nikkatsu
Nikkatsu K.K. (japanisch 日活株式会社, Nikkatsu Kabushiki kaisha; engl. Nikkatsu Corp.) ist die älteste japanische Filmgesellschaft.

## Übersicht
Nikkatsu entstand 1912 aus einer Anzahl Unternehmen unter dem Namen Nippon Katsudō Shashin K.K. (日本活動写真株式会社, dt. etwa: „Japanische Bewegtbilder AG“), kurz Nikkatsu. Anfangs stellte Nikkatsu vor allem sehr erfolgreich Filme in der Tradition des Shimpa-Theaters her und kontrollierte bald gemeinsam mit Tenkatsu (Tennenshoku Katsudō) den japanischen Markt. Nikkatsu bediente sich dabei der Methode, Filme aus der Shimpa-Tradition mit anderen Filmen gekoppelt zu verleihen. Zu den bekanntesten Regisseuren, die für Nikkatsu in den 1920er- und 1930er-Jahren arbeiteten, gehören Minoru Murata und Kenji Mizoguchi.
1941 wurde die japanische Filmindustrie von der Regierung zu einer Konzentration gezwungen, dabei ging Nikkatsu mit den kleineren Unternehmen Daito und Shinkō in einer neuen Gesellschaft auf, der späteren Daiei. Die beiden anderen großen Filmgesellschaften waren Tōhō und Shōchiku. Erst 1954 wurde Nikkatsu als eigenständiges Unternehmen wiedergegründet.
1971 musste Nikkatsu in Folge finanzieller Schwierigkeiten die Produktion zurückfahren. Die Firma begann nun auch „Roman Porno“ (ロマンポルノ), also leicht pornographische Filme zu produzieren, kehrte aber 1988 zu gewöhnlichen Filmen zurück. Die Firma begann Diversifizierung zu planen, darunter Video-Software-Verkäufe, auch Golfclub-Management.